# Schwäbischer Kunst-Verlag
Der Schwäbische Kunst-Verlag war ein von Hans Boettcher (1877–1958) gegründeter und geführter Ansichtskartenverlag in Stuttgart.

## Unternehmen

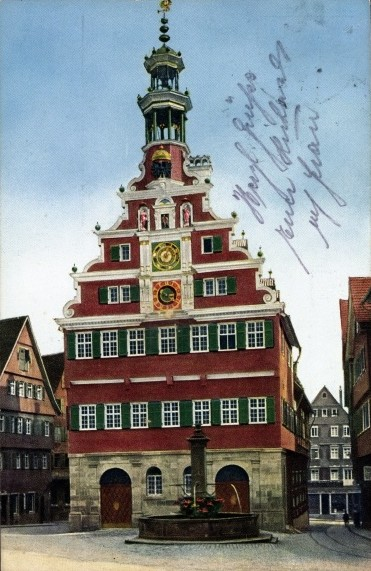
Esslinger Rathaus, Postkarte aus dem Schwäbischen Kunst-Verlag, Hans Boettcher, Stuttgart

Vor der Gründung des Schwäbischen Kunst-Verlags war Hans Boettcher Inhaber der Firma G. M. Bauder, Papier und Schreibutensilien en gros, über welche er auch selbstgezeichnete Grußkarten vertrieb. Den Schwäbischen Kunst-Verlag gründete er im Jahr 1918. 
Das Sortiment des Verlags umfasste vor allem Ansichtskarten aus dem baden-württembergischen Raum. Auch von Hans Boettcher selbst gezeichnete Scherz- und Grußkarten gehörten zum Sortiment. In Sammlerkreisen ist der Verlag aber auch bekannt für seine Zukunftskarten, bei denen mittels Fotomontage futuristische Fahrzeuge und Gebäude in zeitgenössische Stadt- und Ortsansichten integriert wurden. Bekannt und kontrovers diskutiert ist insbesondere die Ansichtskarte mit der Verlagsnummer 2601, welche die Stuttgarter Weißenhofsiedlung als „Araberdorf“ mit eingefügten Kamelen und arabisch gewandeten Personen zeigt. Die Karte wurde häufig als Beleg für die nationalsozialistische Verfemung des Neuen Bauens zitiert. Da Boettcher aber ansonsten keine Nähe zum Nationalsozialismus nachgewiesen werden konnte und im Sortiment des Verlags ansonsten keine Propagandakarten enthalten sind, ist die Karte auch angesichts ihrer Entstehungszeit nach aktueller Kenntnis wohl eher mit humoristischem als ideologischem Unterton zu sehen.
Der Verlag wurde im Jahr 1957 aufgegeben, Boettcher verstarb wenige Monate später im Alter von 80 Jahren.